# Kościół Matki Bożej Nieustającej Pomocy w Kupie
Kościół Matki Bożej Nieustającej Pomocy – rzymskokatolicki kościół filialny w Kupie. Świątynia należy do parafii św. Jerzego w Kupie w dekanacie Siołkowice, diecezji opolskiej.
30 maja 2011 roku, pod numerem A-147/2011, kościół został wpisany do rejestru zabytków województwa opolskiego.

## Historia kościoła
Poewangelicki kościół został wybudowany około 1894. W 1974 roku przejęty został przez parafię katolicką. Obecnie służy jako kaplica przedpogrzebowa.